# Abudwak
Koordinaten: 6° 14′ N, 46° 27′ O
Abudwak (Somali Caabudwaaq) ist eine Stadt in Zentral-Somalia in der Region Galguduud, nahe der Grenze zu Äthiopien. Sie liegt an der Straße zwischen Gaalkacyo und Dhuusa Marreeb.
Abudwak litt unter dem jahrzehntelangen Bürgerkrieg im Land. Es leben noch 100.000 Einwohner in Abudwak, das zudem eine wichtige Versorgungsstation für über 600.000 Nomaden und Halbnomaden ist.

## Hilfsorganisationen
Somali Care Network (SCN) betreibt ein Krankenhaus in der Stadt.
In ganz Zentralsomalia ist nur eine einzige internationale Hilfsorganisation tätig, deren Arbeit sich auf Abudwak als Stützpunkt für weit mehr als eine halbe Million Nomaden konzentriert. Hadia Medical Swiss-Somalia fördert die lebenswichtigen Bereiche Medizin, Wasser, Veterinärwesen und Bildung.

## Miliz
Derzeit befindet sich in Abudwak das Hauptquartier der 1991 erstmals aufgetretenen paramilitärischen Miliz Ahlu Sunna Waljama'a, auch als ASWJ bekannt. Diese paramilitärische Gruppe unter Truppen ist einer der wichtigsten Verbündeten der Bundesregierung in Somalia, die die Kräfte der Mission der Afrikanischen Union in Somalia und der im Oktober 2009 formierten paramilitärischen Front Ras Kamboni im Kampf mit den islamischen militanten Gruppe um Scheich al-Shabaab zu beseitigen, die wiederum darauf abzielt, einen islamischen Staat in Somalia zu etablieren.